# Muangan
Muangan is een bestuurslaag in het regentschap Sumenep van de provincie Oost-Java, Indonesië. Muangan telt 788 inwoners (volkstelling 2010).